# Johannes-Kepler-Observatorium
Das Johannes-Kepler-Observatorium ist eine am 20. Juli 2022 in Betrieb genommene Einrichtung des Deutschen Zentrums für Luft- und Raumfahrt zur Überwachung von Weltraumschrott östlich von Empfingen im Landkreis Freudenstadt. Das Observatorium verfügt über ein Spiegelteleskop mit 1,75 Meter Durchmesser und 6,5 Tonnen Gewicht, welches unter einer Kuppel mit 7,5 Metern Durchmesser und 5 Meter Höhe installiert ist.
Weil sich Weltraumschrott mit hoher Winkelgeschwindigkeit bewegt, muss das Teleskop beweglicher sein als in normalen Sternwarten. Es kann mit einer Geschwindigkeit von bis zu 6 Grad pro Sekunde bewegt werden.
Mit einem am Teleskop montierten Pulslaser sind hochgenaue Distanzmessungen zum beobachteten Weltraumschrott möglich.